# 班漢級驅逐艦
班漢級驅逐艦(Benham class destroyer)是二次大戰前美國海軍建造的驅逐艦艦級，共建造10艘戰艦。本級設計上依照格里德利級以及巴格萊級，幾乎相同。班漢級使用巴格萊級的鍋爐，但是因使用鍋爐提升蒸汽壓，因此與上一級相比減少一座鍋爐數量。

## 背景及設計
1935年，美國海軍訂製12艘驅逐艦訂單，其中二艘為先前的格里德利級驅逐艦，另外10艘交給 Gibbs & Cox 設計，提高鍋爐輸出並得以減少一座。其他設計基本和前級相仿。

## 武裝及性能
本級的主砲是4門單裝 Mk.12 5吋38倍徑高平兩用砲，前兩座是砲塔設計，後兩座是開放式。 魚雷管共計4座四聯裝發射管，左右舷各二座。
在1942年，在太平洋戰場服役的2艘(班漢號以及埃利特號)獲得了20mm機砲以及雷達，次年又加了40mm機砲。1945年蘭號和斯特雷號號廢除所有魚雷發射管，以安裝8門40mm砲和8門20mm砲。
在大西洋戰場的則於1941年將後兩座魚雷發射管廢除以改裝更多深水炸彈和投射器。

## 歷史
太平洋戰爭爆發時，班漢號以及埃利特號正在太平洋並參與早期的作戰行動。1942年6月又有4艘(蘭號, 史達克號, 斯特雷號和威爾遜號)護航胡蜂號航空母艦進入太平洋。這六艘都參與瓜達康納爾戰役。埃利特號在薩沃島海戰處分了澳洲皇家海軍的重巡洋艦坎培拉號。班漢號和斯特雷號則參加瓜達康納爾海戰，並分別沈沒以及重創。

## 同級艦
- DD-397 班漢號（英语：USS Benham (DD-397)） (瓜達康納爾海戰第二戰中雷後自沉)
- DD-398 埃利特號（英语：USS Ellet (DD-398)）
- DD-399 蘭號（英语：USS Lang (DD-399)）
- DD-402 梅蘭號（英语：USS Lang (DD-399)）
- DD-403 特里普號（英语：USS Trippe (DD-403)）
- DD-404 蘭德號（英语：USS Rhind (DD-404)）
- DD-405 路雲號（英语：USS Rowan (DD-405)） (遭德國魚雷艇擊沈)
- DD-406 史達克號（英语：USS Stack (DD-406)）
- DD-407 斯特雷號（英语：USS Sterett (DD-407)）
- DD-408 威爾遜號（英语：USS Wilson (DD-408)）